# In Plenty and In Time of Need
In Plenty and In Time of Need és l'himne nacional de Barbados. Va ser escrit per Irving Burgie (1926-) i compost per C. Van Roland Edwards (1912-1985). Va ser adoptat el 1966.

## Ús
Es tocarà l'himne nacional:

1. A efectes de salutació en ocasions cerimonials o oficials, a l'arribada i sortida de:
- (i) el governador general.
- (ii) el sobirà o un membre de la família reial,
- (iii) un sobirà, cap d'estat o membre d'una família imperial o reial estrangera
- (iv) Governadors generals dels països independents de la Mancomunitat.
- (v) Governadors dels estats associats, i
- (vi) Governadors, alts comissionats d'oficials que administrin el govern d'un territori dependent de la Mancomunitat

2. Al començament de totes les representacions públiques en una sala de cinema.

## Lletra enanglès[1]
In plenty and in time of need 

When this fair land was young

Our brave forefathers sowed the seed

From which our pride has sprung

A pride that makes no wanton boast

Of what it has withstood

That binds our hearts from coast to coast

The pride of nationhood
Tornada:

We loyal sons and daughters all

Do hereby make it known

These fields and hills beyond recall

Are now our very own

We write our names on history's page

With expectations great

Strict guardians of our heritage

Firm craftsmen of our fate
The Lord has been the people's guide

For past three hundred years.

With Him still on the people's side

We have no doubts or fears.

Upward and onward we shall go,

Inspired, exulting, free,

And greater will our nation grow

In strength and unity.
Tornada